# Румунски језик
| 1% - 5% 5% - 10% 10% - 15% | 15% - 25% 25% - 35% више од 35% |

Румунски језик (рум. limba română ⓘ) је источноромански језик који се говори у Румунији и Молдавији. Поред латинског, из којег је превасходно настао, на румунски језик су утицали и бројни други језици (дачки, мађарски, украјински, грчки, српски, бугарски, македонски, руски, немачки, и трачки). Дакле румунски језик је настао из латинског и дачког уз утицај многих језика међу којима је најјачи утицај црквенословенског, тако да се још од 17. века на територијама Трансилваније, Влашке и Молдавије формирао један језик (са мањим локалним разликама) који је имао разне деноминације (влашки, молдавски, румунски), латинску основу и ћирилично писмо.

## Пример текста
Члан 1 Универзалне декларације о људским правима:
Toate ființele umane se nasc libere și egale în demnitate 
și în drepturi. Ele sunt înzestrate cu rațiune și conștiință și trebuie să se comporte unele față de altele în spiritul fraternității.

## Историја
Простор Румуније је у класично доба био насељен племенима индоевропских Дачана. Римљани ово подручје освајају од 101. до 107. године те делови Дакије (Мала Влашка, Банат и Трансилванија) постају римска провинција. Докази упућују да је у идућих 165 година дошло до значајне колонизације из остатка Римског царства па вулгарни латински постаје уобичајен језик у управи и трговини.
Под притиском слободних Дачана и Гота, римске се легије повлаче из Дације између 271. и 275. Научници се споре око тога да ли данашњи Румуни потомци оних који су заједно с римским легијама напустили ово подручје и населили се јужно од Дунава или пак оних који су одлучили да остану.
Због своје географске изолованости, румунски језик је вероватно био први који се одвојио од осталих говора вулгарног латинског, а због истог разлога, све до модерног доба, није долазио у контакт с осталим романским језицима. Тако данас румунски језик, за разлику од других романских језика, чува неке од старих латинских граматичких облика попут средњег рода или падежа којих је у румунском, од латинских 6, преостало 5 (номинатив, генитив, датив, акузатив и вокатив).
Верује се да су се сви дијалекти румунског ујединили у заједнички румунски језик између 7. и 10. века. У то је време на подручју Румуније врло јак византијски утицај, а на румунски језик снажно утичу словенски језици што се осећа до данас. Аромунски језик, напротив, има далеко мање словенских елемената, а снажнији су грчки. С друге стране, дијалекталне разлике међу румунским говорима готово да и не постоје; Румуни из Војводине говори готово идентичним језиком као онај из Молдавије, а то сведочи о релативно касној сеоби романофоног становништва на север (североисток).

## Класификација и сродни језици
Румунски је романски језик и припада италској грани индоевропских језика заједно са италијанским, француским, шпанским и португалским језиком. Међутим, румунском најближи су други балкански романски језици попут аромунског, мегленског и истрорумунског језика.
Од већих романских језика, румунски је најближи италијанском; између ова два језика постоји, до одређене мере, међусобна разумљивост, а јача је међу рафиниранијим варијантама оба језика. Занимљиво је да просечан говорник румунског лакше разуме италијански него обратно. Иако румунски поседује очите лексичке и граматичке сличности с другим романским језицима попут шпанског, португалског или француског, да би се остварила разумљивост и најједноставнијих фраза на овим језицима (у оба смера) потребно је барем темељно формално познавање вокабулара и граматике другог.
У следећој реченици сродне (еквивалентне) речи су подебљане:
„Она увек затвара прозор пре вечере”
 (румунски)
 (латински)
 (италијански)
 (француски)
 (шпански)
 (португалски)
 (каталонски)
У модерно доба на румунски су језик снажно утицали француски и италијански језик; румунски књижевници и језикословци речи турског и славенског порекла радо су замењивали изразима из француског и италијанског. Тренутно се лексичка сличност румунског са италијанским процењује на 77%, са француским на 75%, сардинским 74%, каталонским 73%, шпанским 71% те португалским и ретороманским језиком на 72%.

## Сличности са српским и другим словенским језицима
Сличности са српским и другим словенским језицима су знатно високе и приметне. Румунски има 11% лексичких сличности са словенским језицима. Једно време у новом веку, румунски је имао 40% словенских, 20% османских и свега 20% романских речи.
| Мађарска реч | Превод   | Словенски језик на који та реч личи |
| ------------ | -------- | ----------------------------------- |
| vișin        | вишња    | сви                                 |
| prieten      | пријатељ | сви (сем источнословенских језика)  |
| a iubi       | волети   |                                     |
| nemţeşte     | немачки  | сви (сем македонског)               |

## Географска распрострањеност
Румунски се говори углавном у Румунији, Молдавији, Украјини, Мађарској, Србији и Бугарској. Међутим, говорника румунског језика (углавном због велике емиграције након 2. светског рата) има и у државама као што су Канада, САД, Немачка, Израел, Аустралија и Нови Зеланд.

### Правни статус у Румунији
Према уставу Републике Румуније из 1991, румунски је службени државни језик. Румунија прописује употребу румунског језика у службеним државним документима, јавним школама и уговорима; рекламне поруке морају садржати превод страних речи на румунски. Институт за румунски језик, основан од стране румунског Министарства образовања, подстиче познавање румунског језика те, у сарадњи с Министарством спољашњих послова, подржава оне који га желе учити.
У Румунији постоје и други језици са статусом службеног у одређеним регијама или градовима, а то су: мађарски, немачки, хрватски, бугарски и српски. Мађари су најбројнија национална мањина (учествују са скоро 6%) и једна су од најбројнијих националних мањина у Европи.

### Правни статус у Молдавији
Румунски језик једини је службени језик Републике Молдавије. Иако се у молдавском уставу назива „молдавским језиком”, већина језикословаца слажу се да се ради о једном, јединственом језику. Језик у школама, медијима, научним расправама и у свакодневном говору називају румунским или молдавским.
Румунски је службени језик откад је прихваћен закон о језику Молдавске ССР. Овај закон, који је и данас на снази, прописује употребу румунског у свим политичким, економским, културним и социјалним сферама, а потврђује и постојање „молдавско-румунског језичног идентитета”. У непризнатој, сецесионистичкој Транснистријској републици, молдавски је службени језик заједно с руским и украјинским језиком и пише се молдавском варијантом ћирилице насталом и примењеном у време Совјетског Савеза.
У попису становништва из 2004, од 3.383.332 становника Молдавије, 16,5% изјаснило се да им је материњи језик румунски, а 60% да им је материњи језик молдавски. У урбаним срединама 40% становника одабрало је румунски језик као свој материњи.

### Правни статус у Војводини
Према статуту Аутономне Покрајине Војводине, уз српски језик који је службени у Републици Србији, уводи се још пет службених језика који се користе на подручју Војводине у општинама са значајним уделима говорника мањинских језика у становништву. Један од тих језика је и румунски.
Румунски је проглашен службеним језиком у општинама Алибунар, Бела Црква (Biserica Albă), Житиште (Zitiște), Зрењанин (Zrenianin), Ковачица (Kovăcița), Ковин (Cuvin), Пландиште (Plandiște) i Сечањ (Secanj). У општини Вршац (Vârșeț) румунски је службени језик у селима Марковац, Стража, Мали Жам, Мало Средиште, Месић, Јабланка, Сочица, Ритишево, Орешац и Куштиљ.
Румунски, као материњи језик, навело је 1,45% становника Војводине, а на румунском језику издаје се и недељник Libertatea (Слобода).

## Правописна реформа
Године 1993, Румунска Академија је одлучила да врати правописна правила која су важила пре 1953. уз објашњење да су ова каснија била наметнута од стране комуниста. Румунска ортографија пре 1953, т.ј. модерна ортографија огледа се мањом сличношћу с фонетским обележјима језика, а већим се делом ослања на етимолошке норме па тако модерни румунски језик (у писму) више наличи латинском него онај од 1953. до 1993. Тек су ретке речи у језику промениле изговор због промене у писању.
У Молдавији ова реформа није спроведена те се на тој чињеници темеље главне разлике између румунског и молдавског језичког стандарда.